# Tóth Tamás (temetőkutató)
Tóth Tamás (Szeged, 1968. október 29.) magyar történeti kutató.

A magyarországi temetők történeti kutatója, már több mint húsz éve kutatja a történelmi Magyarország híres embereinek sírhelyeit, adatbázisa immár hatalmasra duzzadt, mintegy 35 000 személyről rendelkezik adatokkal, közel 500 temetőt keresett fel és dokumentált.

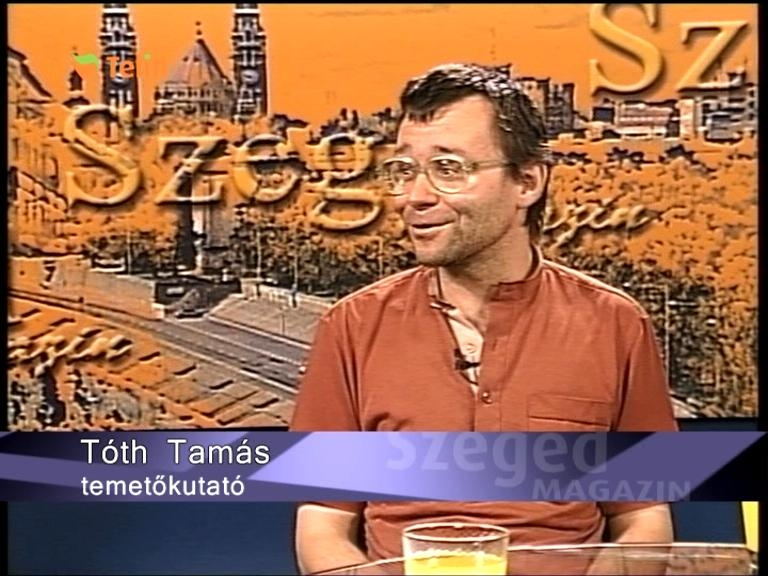
Tóth Tamás a Telin TV-ben

## Életpályája
A SZTE Ságvári Gyakorló Gimnáziumban érettségizett, majd a SZTE Főiskolai Karán szerzett magyar-történelem szakos diplomát. A helytörténet irányában korán megnyilvánuló érdeklődése vezette jelenlegi, hiányt pótló magyar történeti kutatásai felé. Első nagy élménye még kamaszkorában érte, a budapesti Kerepesi temetőben egy idős, nagy tudású férfiú kalauzolta végig. A fiatal Tóth Tamást megdöbbentette, hogy sok érdemes hazafi sírhelye nincs igazán rendben tartva, ahogyan azt a történelmi emlékezet és a kegyelet megkívánná.
A történelem szak elvégzése után bekapcsolódott a Budapesti Városvédő Egyesület munkájába, ahol megismerkedett Zsigmond Jánossal, aki a Farkasréti temető híres embereinek nyughelyét katalogizálta, Tóth Tamás őt tartja mesterének, az ő hatására kezdett módszeres kutatáshoz. Hallatlan mennyiségű munka és eredmény áll ma már mögötte. Feldolgozta a Magyar életrajzi lexikonban szereplő mintegy 18 000 személyt, amelyhez még azóta saját kutatások nyomán (szaklexikonok, kortárs hírlapok és folyóiratok átböngészésével, levéltári anyagok, temetők dokumentumainak feldolgozásával és temetői helyszíni tapasztalatok segítségével) még több mint 12 000 híres személy adatait tárta fel.

## Kutatási területe
Az egész történelmi Magyarország területén található híres magyarországi személyiségek sírhelyének megkeresése, s közkinccsé tétele. Alapkutatásaival többek közt az országos és helyi életrajzkutatásokhoz, a műemlékvédelemhez, a néprajzi, de mondhatjuk bátran a matematika, a fizika, az orvostudomány híres személyiségeitől kezdve a közönség körében kedvelt színészek, zenészek, sportolók életútjának kutatásához nyújt nélkülözhetetlen segítséget az ő megbízható és hatalmas adatbázisa.
Rengeteget kutatott levéltárakban, könyvtárakban, irattárakban. Hangsúlyozottan minden adata mögött dokumentáció áll, temetői vagy anyakönyvi bizonyíték. Természetesen minden, még meglévő sírt, személyesen felkeresett beleértve az egykori történelmi romániai, ukrajnai, szerbiai területeket is. Szinte elsőként katalogizálta és katalogizálja Ungvár, Nagyszőlős, Rahó, Temesvár és Szabadka temetőit.

## Kötetei (válogatás)
- Szeged jelesei szegedi temetőkben. Szeged : Móra Ferenc Múzeum, 2001. 190-212. o.[1][2]
- Zsidó síremlékek Budapesten /Haraszti György. Album. Budapest, Nemzeti Kegyeleti Bizottság, 2004. 280 o. ISBN 9789632148953 (Ez az album nagyrészt Tóth Tamás munkáját használta fel, de nem hivatkozik a szerzők közt Tóth Tamásra.)[3]
- A budapesti rákoskeresztúri izraelita temetőben nyugvó jeles személyek adattára. Szeged : Tóth T., 2007. 49 o. [Temető-térképekkel] ISBN 9789630642095 (Izraelita temető, Budapest X. kerülete)
- Tóth Tamás: Csongrád megye temetőiben nyugvó jeles személyek adattára. Szeged : Tóth T., 2008. 64 o. [Temető-térképekkel] ISBN 9789630652605 (Csongrád megye valamennyi temetője)
- Tóth Tamás: A szerbiai temetőkben nyugvó jeles és/vagy nevezetes személyek adattára. Szeged : Tóth T., 2010. 70 o. [Temető-térképekkel] ISBN 978-963-88567-0-8
- Tóth Tamás: A budapesti templomokban nyugvó jeles személyek adattára. Szeged, 2014. ISBN 978-963-88567-1-5

## Társasági Tagság
- Budapesti Városvédő Egyesület